# Synema curvatum
Synema curvatum là một loài nhện trong họ Thomisidae.
Loài này thuộc chi Synema. Synema curvatum được Maria Dahl miêu tả năm 1907.